# Diego de León (metrostation)
Diego de León is een metrostation in het stadsdeel Salamanca van de Spaanse hoofdstad Madrid. Het station werd geopend op 17 september 1932 en wordt bediend door de lijnen 4, 5 en 6 van de metro van Madrid.

## Geschiedenis
Het station is geopend als eindpunt van een van de takken van lijn 2. Op 23 maart 1944 werd  lijn 4 geopend die de oostelijk splitsing van lijn 2 als oostelijke eindpunt kreeg. Op 2 oktober 1958 werd de zijtak van lijn 2 gekoppeld aan lijn 4 zodat Diégo de León het oostelijke eindpunt van lijn 4. Dit bleef zo tot 26 maart 1973 toen de lijn verder naar het noorden werd verlengd. 
Op 26 februari 1970 werd lijn 5 ten oosten van Callao verlengd met onder meer een halte bij  Diego de León. De tunnel van lijn 5 ligt haaks op die van lijn 4 iets ten zuiden van de perrons uit 1932. 
Op 11 oktober 1979 werd het eerste deel van de ringlijn geopend met onder meer een halte bij  Diego de León met perrons iets ten oosten van die uit 1932.
Van 13 januari 2020 t/m 6 maart 2000 waren de perrons van lijn 4 gesloten in verband met werkzaamheden aan de lijn. De metrodiensten op de andere lijnen gingen gewoon door. 
In 2022 werden van 30 juli t/m 9 september werkzaamheden uitgevoerd aan het noord-oost kwadrant van de ringlijn tussen Sainz de Baranda en Nuevos Ministerios. Gedurende de werkzaamheden was dat deel van lijn 6 gesloten en reden er vervangende gratis bussen. De lijnen 4 en 5 bleven gewoon in bedrijf.

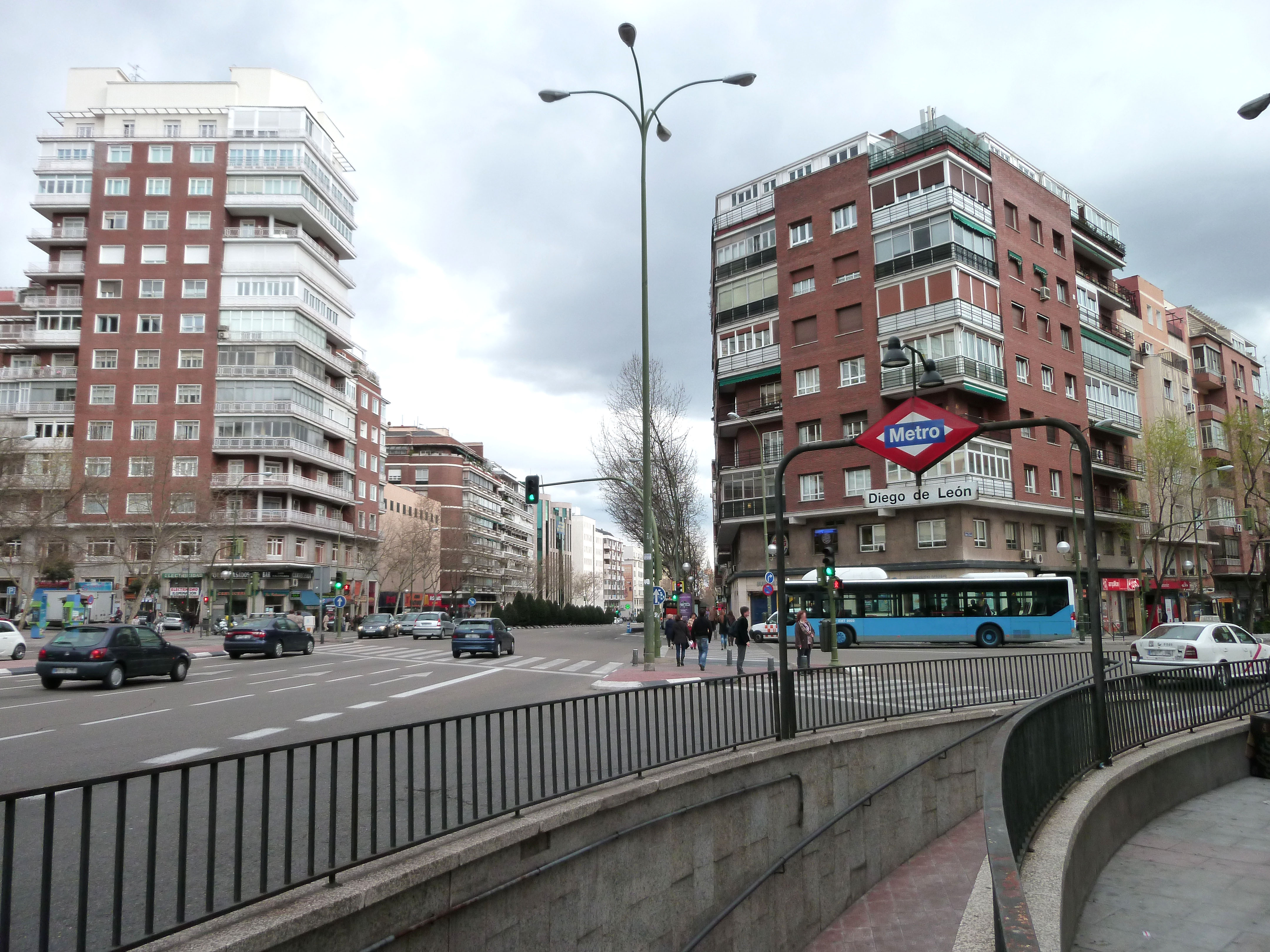
De noordelijke ingang van het station
De metrolijnen bij Diego de León

## Ligging en inrichting
De perrons van de verschillende lijnen liggen in een driehoek onder de straten en hebben allemaal eigen bovengrondse toegangen. Die uit 1932 liggen onder de Calle de Conde de Peñalver en heeft aan de noordkant toegangen rond het kruispunt met de Calle de Diego de León. Aan de zuidkant van de perrons ligt een overstaptunnel naar het westeinde van de perrons van lijn 5. 
De perrons van lijn 5 liggen onder de Calle de Juan Bravo en vormen de zuidrand van de driehoek. De toegangen van lijn 5 liggen hier in de middenberm van de straat. Aan het oosteinde van de perrons ligt een overstaptunnel naar de perrons van lijn 6 onder de Calle de Alcantara. 
De perrons van lijn 6 liggen onder de Calle de Francisco Silvela tussen de kruispunten met de Calle de Alcantara en de  Calle de Juan Bravo. De toegangen van lijn 6 liggen rond deze kruispunten. 

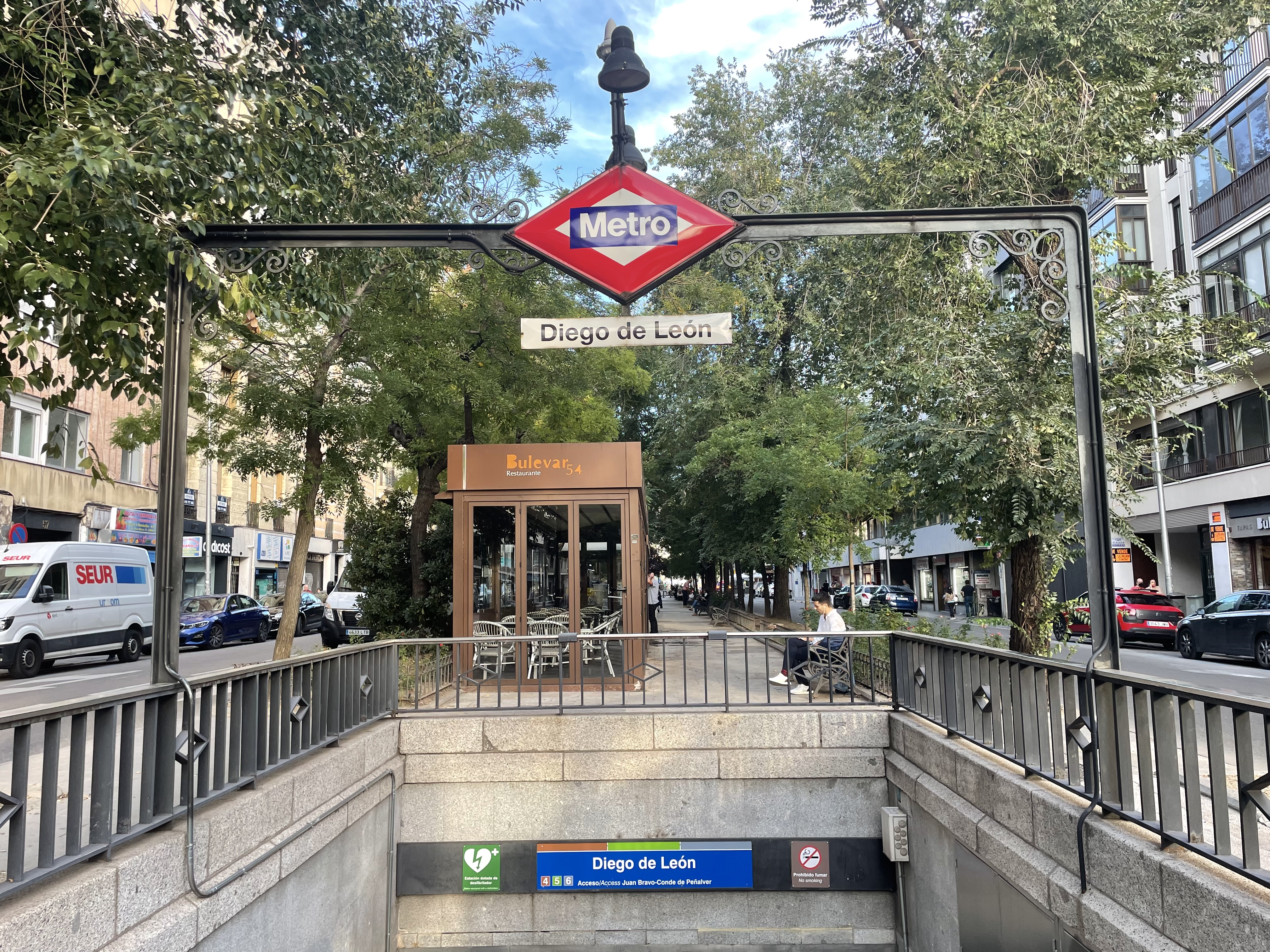
Een van de toegangen in de Calle de Juan Bravo
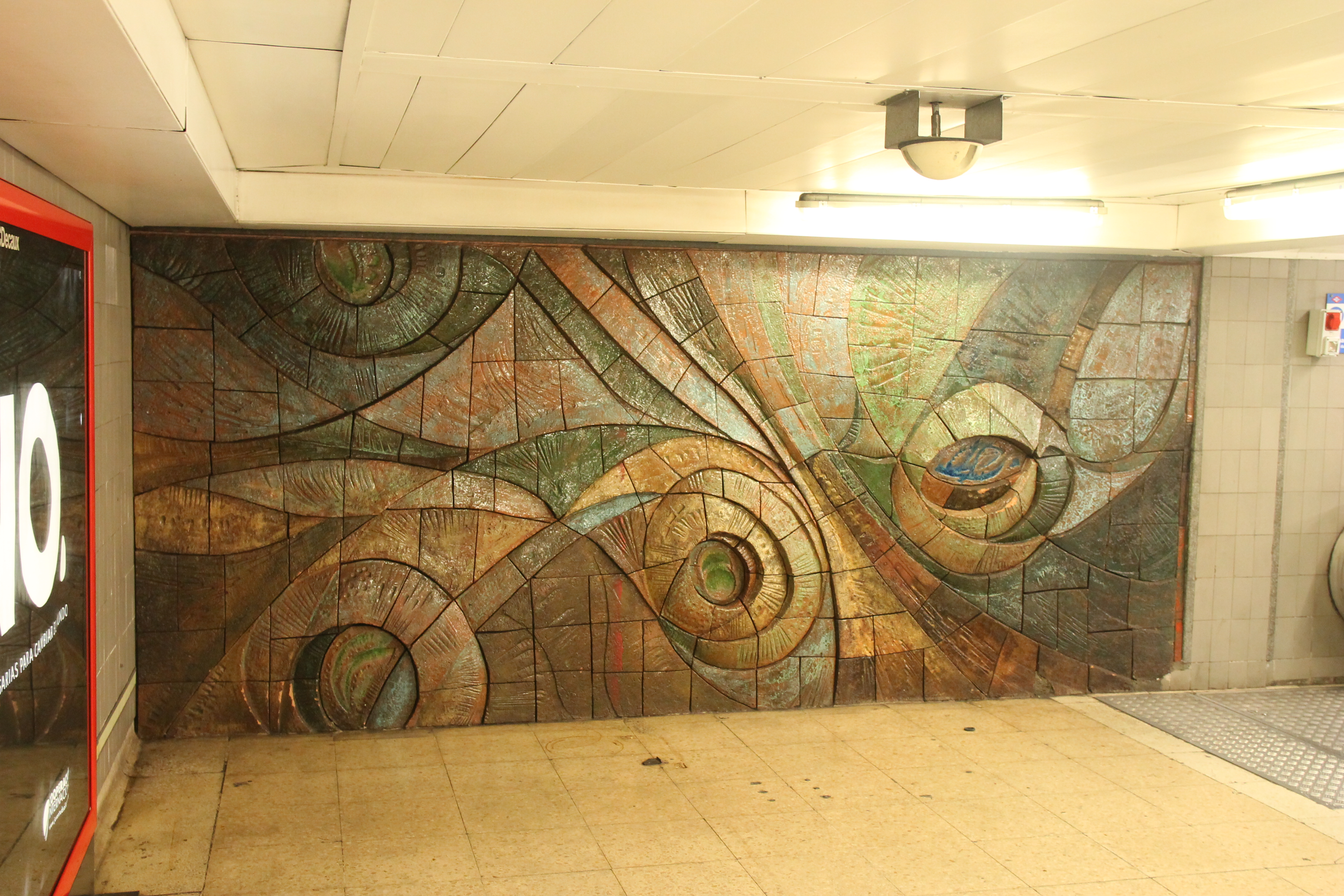
Kunstwerk op een van de wanden in het stationsdeel van lijn 6
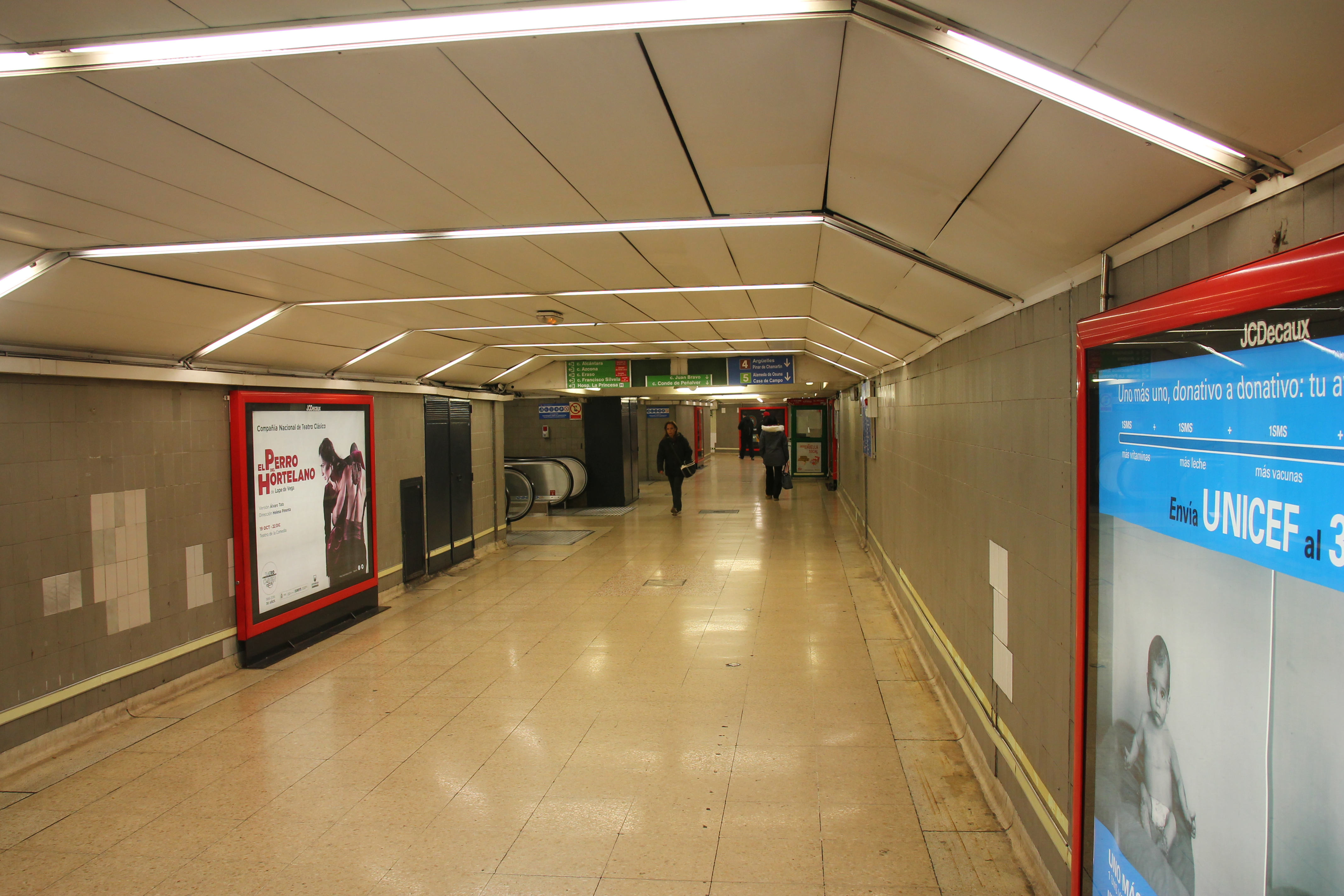
De overstaptunnel tussen de lijnen 5 en 6